# گمینا پوددنبیتسه
گمینا پوددنبیتسه (به لهستانی:  Gmina Poddębice) یک گمینا در لهستان است که در شهرستان پودمبیتسه واقع شده‌است. گمینا پوددنبیتسه ۲۲۴٫۶۶ کیلومتر مربع مساحت و ۱۵٬۹۲۳ نفر جمعیت دارد.